# Pievelunga
Pievelunga ist eine Fraktion (italienisch frazione) der italienischen Gemeinde Parrano in der Provinz Terni in Umbrien.

## Geografie
Der Ort liegt etwa 3,5 km südöstlich des Hauptortes Parrano, etwa 50 km nordwestlich der Provinzhauptstadt Terni und etwa 35 km südwestlich der Regionalhauptstadt Perugia. Der Ort liegt bei 488 m s.l.m. und hatte 2001 26 Einwohner, 2011 waren es 22 Einwohner. Der nächstgelegene Ort ist Cantone, ebenfalls ein Ortsteil von Parrano, etwa 1,5 km südwestlich gelegen.

## Geschichte
Pievelunga wurde früher Montelungo und Pieve di Montelungo genannt und wurde erstmals um das Jahr 1000 erwähnt. Namensgebend als Pieve dient hier die Pfarrkirche Sant’Erasmo, die 1028 erstmals dokumentiert wurde.

## Sehenswürdigkeiten
- Sant’Erasmo, Kirche im Bistum Orvieto-Todi,[5] die vor dem Jahr 1000 wahrscheinlich über einer älteren, vermutlich heidnischen,[4] Kirche entstanden ist und erstmals 1028 als Chiesa di Montelungo in einem Dokument des Bischofs von Orvieto, Sigfredo, erwähnt wurde.[5] Reste der älteren Kirche finden sich im Mauerwerk wieder.[4] Das Weihwasserbecken stammt aus dem 17. Jahrhundert.[1] Weitere Erwähnungen der Kirche finden sich in Dokumenten von 1573 (durch Alfondo Binarini), 1828 (in einem Inventar der Pfarrgemeinde) und 1886 (wieder im Inventar der Pfarrgemeinde, diesmal 1880 als halb zerfallen erwähnt). Von 2000 bis 2002 wurde die Kirche restauriert.[5]

## Bildergalerie

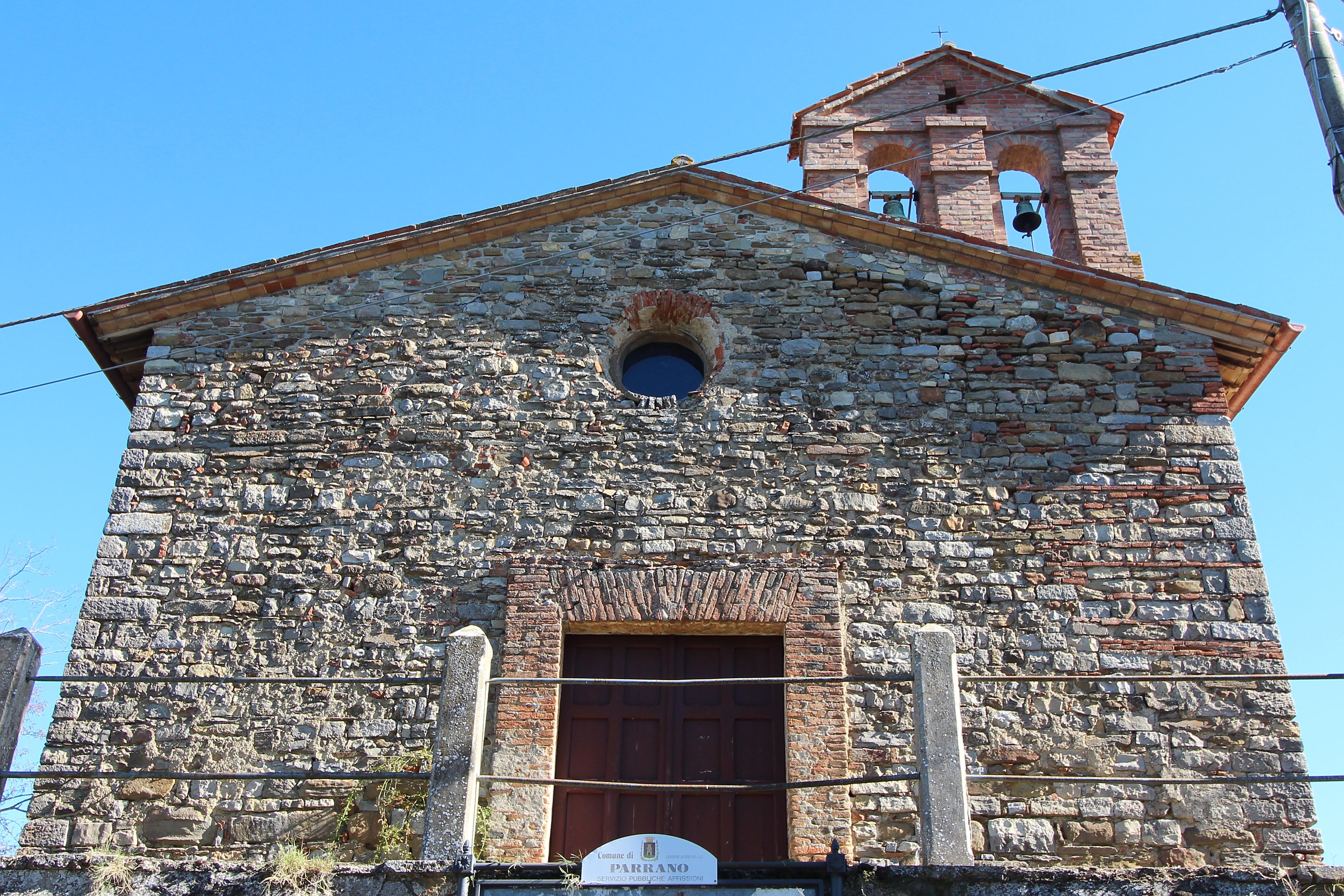
Kirche Sant’Erasmo, Fassade
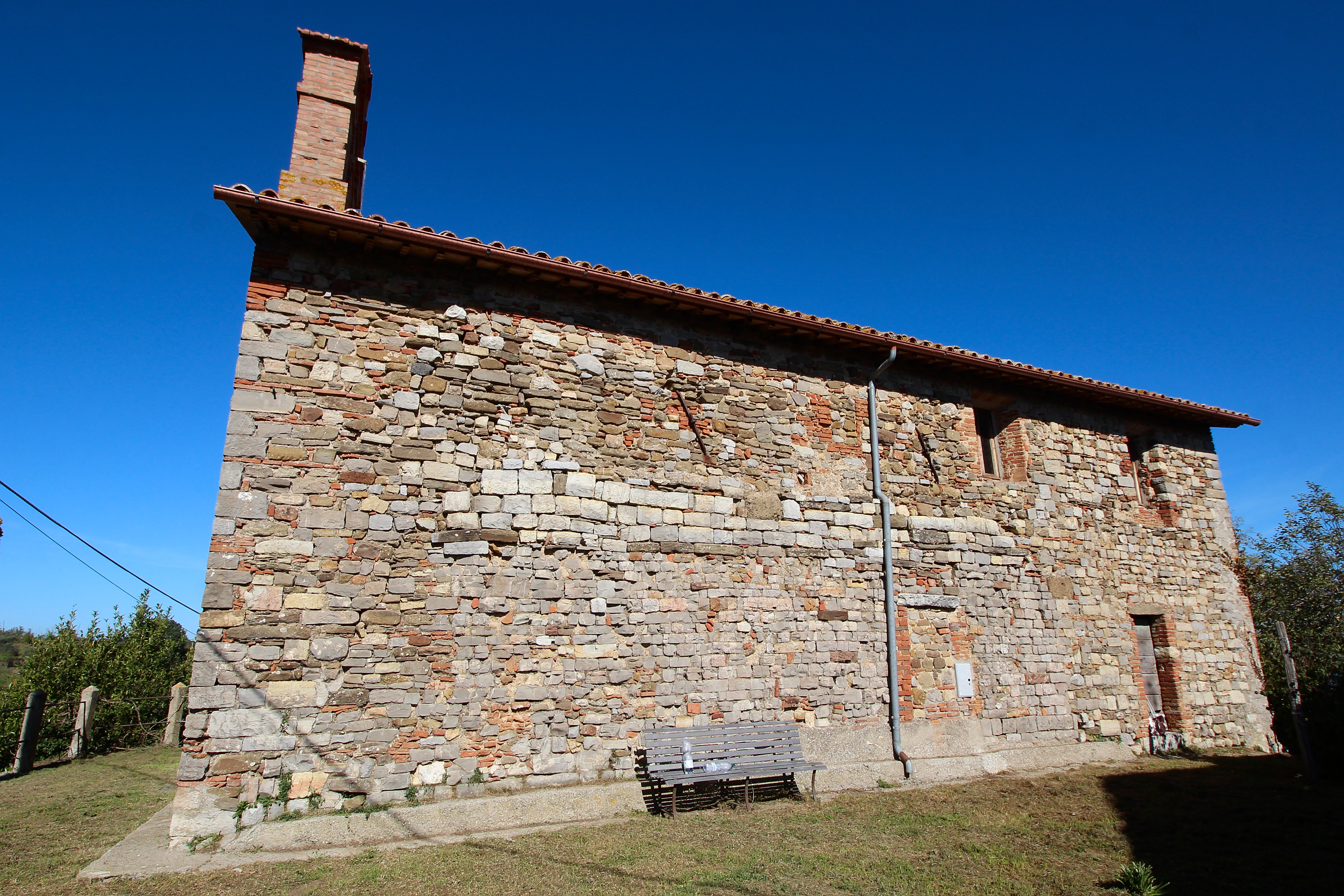
Kirche Sant’Erasmo, Südseite
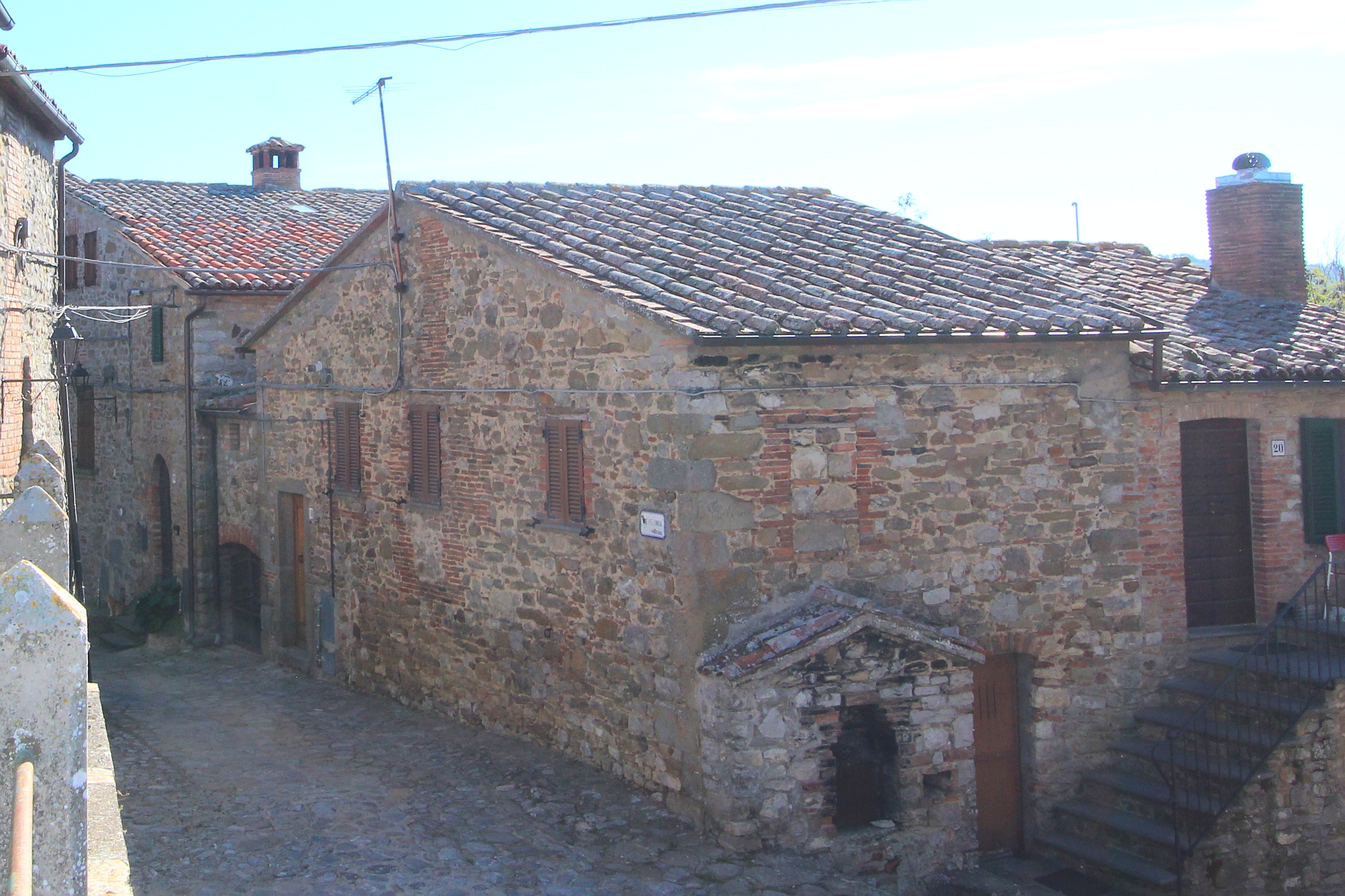
Häuser im Ortskern